# Peramphithoe femorata
Peramphithoe femorata is een vlokreeftensoort uit de familie van de Ampithoidae. De wetenschappelijke naam van de soort is voor het eerst geldig gepubliceerd in 1845 door Kroyer.